# Kon-Tiki (filme de 2012)
Kon-Tiki é um filme norueguês de 2012 sobre a Expedição Kon-Tiki de 1947. O filme foi dirigido por Joachim Rønning e Espen Sandberg, escrito por Petter Skavlan e estrelado por Pål Sverre Valheim Hagen como Thor Heyerdahl. Também no elenco estão Anders Baasmo Christiansen, Gustaf Skarsgård, Odd-Magnus Williamson, Tobias Santelmann, Jakob Oftebro e Agnes Kittelsen.
O filme foi indicado em 2013 ao Globo de Ouro de Melhor Filme Estrangeiro e ao Oscar de Melhor Filme Estrangeiro, a primeira vez que a Noruega é indicada aos dois prêmios.

## Sinopse
Para provar sua teoria de que povos sul-americanos poderiam ter colonizado a Polinésia, o aventureiro e etnógrafo Thor Heyerdahl constrói uma jangada usando técnicas originais e parte do Peru a Polinésia com sua tripulação de cinco pessoas.

## Elenco
- Pål Sverre Valheim Hagen como Thor Heyerdahl
- Anders Baasmo Christiansen como Herman Watzinger
- Gustaf Skarsgård como Bengt Danielsson
- Odd-Magnus Williamson como Erik Hesselberg
- Tobias Santelmann como Knut Haugland
- Jakob Oftebro como Torstein Raaby
- Agnes Kittelsen como Liv Heyerdahl
- Manuel Cauchi como Jose Bustamente
- Richard Trinder como Løytnant Lewis

## Produção
Os diretores conceberam o filme originalmente apenas em inglês, mas os patrocinadores, principalmente o Instituto Norueguês de Cinema que foi responsável de cerca de metade do orçamento do filme, exigiram que o filme fosse filmado em norueguês. O diretor Sandberg afirmou sobre filmar o filme tanto em inglês quanto em norueguês que "É incomum, mas faz sentido". Afinal, segundo ele, "Só existem 5 milhões de noruegueses e precisamos levar isso em conta quando fazemos filmes caros." Ele disse que "é legal" filmar só em norueguês, mas "quando fazemos aqueles filminhos do Dogme [95], mas quando precisamos fazer um negócio caro desses, temos que aceitar a realidade".